# Стефан Ковачевић (одбојкаш)
Стефан Ковачевић (Нови Сад, 22. фебруара 1995) српски је одбојкаш, који тренутно наступа за Динамо Букурешт.

## Каријера
Играчки је стасао у школи новосадске Војводине, а са првим тимом тог клуба освојио је титулу шампиона Србије за сезону 2016/17. Наредну сезону провео је као члан суботичког Спартака, док се лета 2018. вратио у матични клуб, где је поново освојио титулу Суперлиге Србије за такмичарску 2018/19. Тренер Никола Грбић је Ковачевића уврстио у састав репрезентације Србије пред почетак Лиге нација 2019. године.

## Трофеји и награде
Војводина
- Суперлига Србије (2): 2016/17,[1] 2018/19.[3]